# 1383
Năm 1383 là một năm trong lịch Julius.

## Sinh
Nguyễn Nghiêu Tư-Trạng nguyên Việt Nam (m. ?)